# تفوح الغربية
تفوح الغربية أو تفوح ب هي بؤرة استيطانية أقيمت عام 1999 على أراضي قرية ياسوف شرق محافظة سلفيت. تتبع إداريًا مجلس شمرون الإقليمي.

## التأسيس
تأسست في عام 1999 على منطقة ارتفاعها 635 مترًا عن سطح البحر، تقع إلى الغرب من مستوطنة كفار تفوح.

## قرار الإخلاء
قررت محكمة عدل الاحتلال العليا إخلاء وهدم البؤرة في يونيو 2018، بسبب بنائها على أراضٍ فلسطينية ذات ملكية خاصة. تبع ذلك إعلان الجيش الإسرائيلي المنطقة بأنها «عسكرية مغلقة» يمنع الاقتراب منها.

## الجانب القانوني
يعتبر المجتمع الدولي المستوطنات الإسرائيلية في الضفة الغربية غير قانونية بموجب القانون الدولي، لكن الحكومة الإسرائيلية تعارض ذلك.